# نهائي كأس ملك إسبانيا 1913
نهائي كأس ملك إسبانيا 1913 أقيم نهائيين في إطار بطولة كأس إسبانيا سنة 1913 على غرار نهائي 1910 أُطلق على النهائي الأول كأس UECF وجمع ناديّ برشلونة وريال سوسيداد أقيم النهائي بنظام الذهاب والإياب تعادل الفريقين في الذهاب 2-2 وفي الإياب تعادلا مجدداً 0-0 أقيمت مباراة فاصلة لتحديد هوية البطل في 17 مارس وتفوق برشلونة بنتيجة 2-1، أُطلق على النهائي الثاني كأس FEF وجمع كل من أتلتيك بيلباو وريال يونيون وحقق ريال يونيون البطولة بعد فوزة بمجموع مباراتي الذهاب والإياب 3-2 ،علماً أن مباراة الذهاب انتهت بالتعادل 2-2 وفاز يونيون إياباً بنتيجة 1-0.